# Iain Glen
Iain Alan Sutherland Glen, född 24 juni 1961 i Edinburgh, är en skotsk skådespelare. Glen har bland annat spelat rollen som Jorah Mormont i TV-serien Game of Thrones.

## Filmografi i urval
- 1988 – De dimhöljda bergens gorillor
- 1990 – I de månbelysta bergens skugga
- 1990 – Rosenkrants och Gyllenstjerna är döda
- 1996 – En handelsresandes död
- 1998 – Brottet och straffet (TV-serie)
- 1999 – Fruar och döttrar (TV-serie)
- 2000 – Paranoid
- 2001 – Lara Croft: Tomb Raider
- 2002 – Darkness
- 2003 – Song for a Raggy Boy
- 2004 – Resident Evil: Apocalypse
- 2005 – Huset vid Tara Road
- 2005 – Kingdom of Heaven
- 2007 – The Last Legion
- 2007 – Resident Evil: Extinction
- 2009 – Harry Brown
- 2010 – Doctor Who (TV-serie)
- 2010 – Spooks (TV-serie)
- 2011 – Järnladyn
- 2011 – Downton Abbey (TV-serie)
- 2011–2019 – Game of Thrones (TV-serie)
- 2013 – Kick-Ass 2
- 2013 – Breathless (TV-serie)
- 2015 – Eye in the Sky
- 2015 – The Bad Education Movie
- 2017 – Resident Evil: The Final Chapter
- 2023 – Silo (TV-serie)